# Église Sainte-Eulalie d'Angoumé
Pour les articles homonymes, voir Église Sainte-Eulalie.
L'église Sainte-Eulalie est un lieu de culte catholique situé sur la commune d’Angoumé, dans le département français des Landes. Elle est rattachée à la paroisse de Saint-Joseph des Barthes et au diocèse d’Aire-et-Dax.

## Description et localisation
L’église Sainte-Eulalie est une église à plan basilical de style néo-roman à vaisseau unique. Ses matériaux principaux sont la pierre de taille, le calcaire, le moellon et l’enduit. On observe sur la façade occidentale un portail en arc encadré de colonnettes. La porte est surmontée d’une frise d’arcatures sculptée. Le clocher de l’église est carré, avec une flèche octogonale en ardoise assorti de baies doubles. L’église dispose d’une sacristie à cinq pans au niveau du pignon oriental.
L’église dispose de dix vitraux constitués d’une croix bleue sur fond jaune et de deux roses au sommet des murs occidental et oriental, l’une décorée d’une colombe du Saint-Esprit et de motifs en étoile, la seconde de rayons dans un médaillon vert.
Elle est l’unique église de la commune. Elle est située sur la route des Barthes, dans le bourg, au sud de la commune,,.

## Historique
Après l’incendie de l’ancienne église du village, au sud-est de la commune, l’actuelle église Sainte-Eulalie est bâtie en 1859 ou 1861 sur commande de Celedonio Corta, armateur et banquier bayonnais, et sur plan d’Alexandre Ozanne, architecte départemental landais, avec l’accord de Louis-Marie Épivent le 27 février. En 1862, Paul Joseph Corta peint sur les murs du chœur de l’église une théorie des prophètes aujourd'hui disparue et dessine une bannière de procession représentant Marie et Joseph, également disparue. Dans les années 1880, la famille d’Avezac de Castéra hérite de cette chapelle privée et la cède à la commune le 20 juillet 1979, et devient ainsi église paroissiale.